# Vélib'
Vélib', vélo libre oftewel vrije fiets, is de openbare verhuur van fietsen in Parijs. De verhuur ging op 15 juli 2007 van start. Het huren van een fiets gaat automatisch, zonder de tussenkomst van bijvoorbeeld een fietsenmaker. Meestal worden de fietsen met een abonnement gehuurd, maar een fiets kan ook incidenteel worden gehuurd. Wanneer een Vélib' niet wordt gebruikt, staat die aan een paal vergrendeld in een fietsenstalling. De Velib' is geen echte witte fiets, omdat die in principe gratis zijn.
Omdat het een automatisch systeem is, moet met een betaalkaart worden betaald. De prijs van het gebruik van de fiets loopt op. Doordat een langere huur relatief duurder wordt, zorgt men ervoor dat de fietsen in circulatie blijven.

## Geschiedenis
Het stadsbestuur opende in 2006 de inschrijving voor het uitvoeren van het verhuren van fietsen. JCDecaux was een van de inschrijvers. Toen het project aan concurrent Clear Channel werd gegund vocht JCDecaux de beslissing bij de rechter aan en kreeg in november 2006 gelijk. De inschrijving moest worden overgedaan. Dit keer werd het project aan JCDecaux gegund en ging onder de naam Vélib' op 15 juli 2007 van start. De eerste generatie Vélib' had ongeveer 20.000 fietsen, die door Accell waren gemaakt, en bijna 1450 stallingen.
JCDecaux verloor in 2017 de concessie, het Spaans-Franse concern Smovengo kreeg de opdracht een tweede generatie van het systeem neer te zetten, met onder meer 30% elektrische fietsen erbij. Die beheert nu de fietsen. De overgang van het oude Vélib systeem naar het nieuwe vond op 1 januari 2018 plaats, maar niet zonder zware kleurscheuren. Van de 1230 fietsenstallingen van het oude systeem gingen er maar 89 naar het nieuwe systeem over. Bovendien waren er problemen met de software en de abonnementenadministratie. De prijsstijging tot 30% en de vermindering van het aanbod in abonnementen maakten de dienst ook niet overal populair.
In andere steden in Europa worden op deze manier ook fietsen verhuurd, in Frankrijk heeft het systeem in iedere stad zijn eigen naam.